# Quatre Jours de Dunkerque 1969
La 15e édition des Quatre Jours de Dunkerque a eu lieu du 13 au 18 mai 1969. La course compte huit étapes, dont trois contre-la-montre et deux demi-étapes raccourcies, et porte sur un parcours de 955,1 kilomètres. La première étape secteur a, un contre-la-montre de 4,7 kilomètres dans Dunkerque, est remportée par le Belge Herman Van Springel, qui prend la tête du classement général ; la première étape secteur b, Dunkerque - Lens en 181 kilomètres, l'est par le Britannique Barry Hoban, qui prend à son tour la tête du classement général jusqu'à la deuxième étape secteur a ; la deuxième étape secteur a, reliant Lens à Valenciennes en 162 kilomètres, l'est par le Belge Joseph Mathy ; la deuxième étape secteur b, un contre-la-montre de 10,4 kilomètres dans Valenciennes, l'est par le Belge Ferdinand Bracke, le Néerlandais René Pijnen prend la tête du classement général ; la troisième étape, Valenciennes - Dunkerque en 204 kilomètres, l'est par le Belge Willy In 't Ven ; la quatrième étape, formant une boucle de 201 kilomètres autour de Dunkerque en passant par Boulogne-sur-Mer, l'est par le Belge Jaak De Boever ; la cinquième étape secteur a, formant une boucle de 107 kilomètres autour d'Hazebrouck passant par Cassel, l'est par le Néerlandais Gerben Karstens ; enfin, la cinquième étape secteur b, un contre-la-montre de 75 kilomètres partant et arrivant à Dunkerque, l'est par le Néerlandais Jacques Frijters, tandis que le Français Alain Vasseur remporte la course, alors qu'il était en tête du classement général depuis la précédente étape.

## Étapes
| \| Dunkerque Lens Valenciennes Hazebrouck \| Carte des villes accueillant les départs et les arrivées. |
| Dunkerque Lens Valenciennes Hazebrouck                                                                 |

L'édition 1969 des Quatre Jours de Dunkerque est divisée en huit étapes réparties sur six jours, trois contre-la-montre sont dénombrés, il s'agit des étapes 1a, 2b et 5b. La 4e étape a pour départ et arrivée Dunkerque mais passe par Boulogne-sur-Mer, tandis que la 5e étape secteur a démarre et se termine à Hazebrouck mais s'étend jusqu'à Cassel,.
| Étape,     | Date   | Villes étapes               |                             | Distance (km) | Vainqueur d’étape   | Leader du classement général |
| ---------- | ------ | --------------------------- | --------------------------- | ------------- | ------------------- | ---------------------------- |
| 1rea étape | 13 mai | Dunkerque - Dunkerque       | Contre-la-montre individuel | 4,7           | Herman Van Springel | Herman Van Springel          |
| 1reb étape | 14 mai | Dunkerque - Lens            |                             | 181           | Barry Hoban         | Barry Hoban                  |
| 2ea étape  | 15 mai | Lens - Valenciennes         |                             | 162           | Joseph Mathy        | Barry Hoban                  |
| 2eb étape  | 15 mai | Valenciennes - Valenciennes | Contre-la-montre individuel | 10,4          | Ferdinand Bracke    | René Pijnen                  |
| 3e étape   | 16 mai | Valenciennes - Dunkerque    |                             | 204           | Willy In 't Ven     | René Pijnen                  |
| 4e étape   | 17 mai | Dunkerque - Dunkerque       |                             | 201           | Jaak De Boever      | René Pijnen                  |
| 5ea étape  | 18 mai | Hazebrouck - Hazebrouck     |                             | 117           | Gerben Karstens     | Alain Vasseur                |
| 5eb étape  | 18 mai | Dunkerque - Dunkerque       | Contre-la-montre individuel | 75            | Jacques Frijters    | Alain Vasseur                |

## Classement général
La course est remportée par le Français Alain Vasseur (Bic),,.
| \| Classement général \| Classement général \| Classement général \| Classement général \| Classement général \| \| Coureur \| Coureur \| Pays \| Équipe \| Temps \| \| ------------------ \| ------------------ \| ------------------ \| --------------------- \| ------------------ \| \| 1er \| Alain Vasseur \| France \| BiC \| 24 h 38 min 19 s \| \| 2e \| Marinus Wagtmans \| Pays-Bas \| Willem II-Gazelle \| + 10 s \| \| 3e \| Willy In 't Ven \| Belgique \| Dr. Mann-Grundig \| + 22 s \| \| 4e \| Herman Vanspringel \| Belgique \| Dr. Mann-Grundig \| + 1 min 07 s \| \| 5e \| Gerben Karstens \| Pays-Bas \| Peugeot-BP-Michelin \| + 1 min 40 s \| \| 6e \| René Pijnen \| Pays-Bas \| Willem II-Gazelle \| + 3 min 34 s \| \| 7e \| Raymond Poulidor \| France \| Mercier-BP-Hutchinson \| + 4 min 07 s \| \| 8e \| Ferdinand Bracke \| Belgique \| Peugeot-BP-Michelin \| + 4 min 15 s \| \| 9e \| Jan Janssen \| Pays-Bas \| BiC \| + 4 min 17 s \| \| 10e \| Roger Rosiers \| Belgique \| Dr. Mann-Grundig \| + 4 min 23 s \| |                    |          |                       |                  |
| |                    |          |                       |                  |
| Source : Cycling Archives |                    |          |                       |                  |
| Classement général |                    |          |                       |                  |
| Coureur | Coureur            | Pays     | Équipe                | Temps            |
| 1er | Alain Vasseur      | France   | BiC                   | 24 h 38 min 19 s |
| 2e | Marinus Wagtmans   | Pays-Bas | Willem II-Gazelle     | + 10 s           |
| 3e | Willy In 't Ven    | Belgique | Dr. Mann-Grundig      | + 22 s           |
| 4e | Herman Vanspringel | Belgique | Dr. Mann-Grundig      | + 1 min 07 s     |
| 5e | Gerben Karstens    | Pays-Bas | Peugeot-BP-Michelin   | + 1 min 40 s     |
| 6e | René Pijnen        | Pays-Bas | Willem II-Gazelle     | + 3 min 34 s     |
| 7e | Raymond Poulidor   | France   | Mercier-BP-Hutchinson | + 4 min 07 s     |
| 8e | Ferdinand Bracke   | Belgique | Peugeot-BP-Michelin   | + 4 min 15 s     |
| 9e | Jan Janssen        | Pays-Bas | BiC                   | + 4 min 17 s     |
| 10e | Roger Rosiers      | Belgique | Dr. Mann-Grundig      | + 4 min 23 s     |